# Santiria griffithii
Santiria griffithii är en tvåhjärtbladig växtart som först beskrevs av Joseph Dalton Hooker, och fick sitt nu gällande namn av Adolf Engler. Santiria griffithii ingår i släktet Santiria och familjen Burseraceae. Inga underarter finns listade i Catalogue of Life.